# كلير ليك (تكساس)
كلير ليك (بالإنجليزية: Clear Lake, Texas)‏ هي مدينة تقع في الولايات المتحدة في مقاطعة كولين (تكساس). يقدر عدد سكانها  وترتفع عن سطح البحر 161.54 متر.